# Alfred de Musset

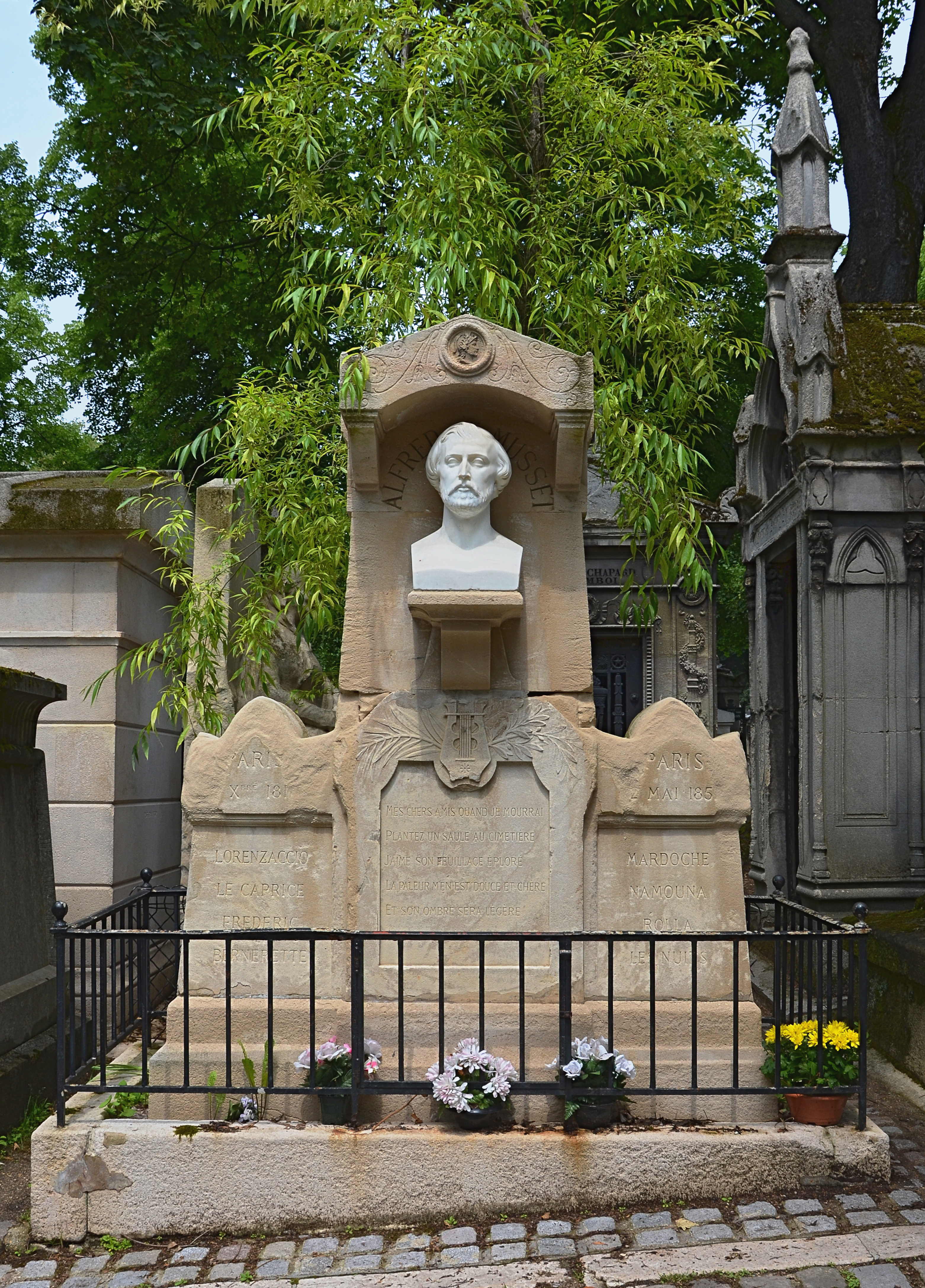
Grób Alfreda de Musseta, cmentarz Père-Lachaise, Paryż

Alfred Louis Charles de Musset (ur. 11 grudnia 1810 w Paryżu, zm. 2 maja 1857 tamże) – francuski poeta, dramaturg, prozaik, przedstawiciel romantyzmu, członek Akademii Francuskiej.

## Życiorys
Chociaż sztuki Musseta były w większości niedoceniane za jego życia, od początku XX wieku są z powodzeniem grane na wielu scenach świata.
Alfred de Musset wcielał w życie postawę artystyczną, jaką był dandyzm.
Wykazywał zdolności w sztukach plastycznych, stąd też nie był pewien, jaką drogę w sztuce ma obrać.
Był synem Wiktora de Musseta (Victor-Donatien de Musset-Pathay), wydawcy dzieł Rousseau. Od 17. roku życia związany był z grupą artystyczną Charlesa Nodiera. W wieku dziewiętnastu lat (1829) opublikował pierwsze utwory z tomu Contes d'Espagne et d'Italie (wydanie całości – styczeń 1830 r.). Po 1833 współpracował z pismem Revue des deux mondes. W 1852 został członkiem Akademii. Związany był najpierw z francuską pisarką i znaną skandalistką – George Sand (późniejszą kochanką Fryderyka Chopina), następnie z aktorką żydowskiego pochodzenia, znaną jako Rachela (związała się później z Aleksandrem Colonną-Walewskim, synem Napoleona Bonaparte i Marii Walewskiej).

## Twórczość
- Powieści
  - Spowiedź dziecięcia wieku (Confession d'un enfant du siècle, 1836, wyd. polskie 1880)
- Poezje
  - Les Nuits (Noce, 1835–1837) napisane po zerwaniu związku uczuciowego z George Sand
- Dzieła dramatyczne
  - Noc wenecka (1830)
  - Andrea del Sarto (1833, wyd. polskie 1880)
  - Lorenzaccio (1834)
  - Kaprysy Marianny (Caprices de Marianne, 1833)
  - Nie igra się z miłością (On ne badine pas avec l'amour, 1834)
  - Świecznik (Le chandelier, 1835)
  - Nie trzeba się zarzekać (1836)
  - Drzwi muszą być otwarte lub zamknięte (Il faut qu'une porte soit ouverte ou fermée, 1847)
- Inne
  - Opowieści hiszpańskie i włoskie (1828)